# Bernard Williams (producent)
Bernard Telvin Williams (Londen, 10 mei 1942 – Burbank (Californië), 4 januari 2015) was een Britse filmproducent met een carrière die meerdere decennia omspande. Hij werkte veel samen met de regisseurs Stanley Kubrick en Frank Oz. 

## Biografie
Williams begon zijn carrière in de filmindustrie op jonge leeftijd, toen hij werkte in de postkamer van Associated British Pictures.
Hij was associate producer bij Stanley Kubricks A Clockwork Orange (1971) en Barry Lyndon (1975), twee films die zijn reputatie in de filmindustrie verder versterkten. Williams werkte ook met Frank Oz aan zes films, waaronder Dirty Rotten Scoundrels (1988), What About Bob? (1991) en The Indian in the Cupboard (1995).
Williams' filmografie omvat een breed scala aan producties in verschillende genres, van remakes zoals The Big Sleep (1978) tot sci-fi klassiekers zoals Flash Gordon (1980). Hij was betrokken bij de productie van Manhunter (1986), een film van Michael Mann, en de superheldenfilm Daredevil (2003), onder andere. Ook produceerde hij films als Ragtime (1981) en The Bounty (1984), met sterren als Mel Gibson en Anthony Hopkins.
Andere producties waarin hij betrokken was, zijn Who's That Girl (1987) met Madonna, So I Married an Axe Murderer (1993) en Charlotte's Web (2006), zijn laatste film voordat hij overleed.
Williams stierf in 2015 op 72-jarige leeftijd aan maagkanker.
- Biblioteca Nacional de España: XX1690471
- Library of Congress Control Number: no2008027615
- Virtual International Authority File: 76117800
- WorldCat: E39PBJqFMKgTcVBhvv3Pfch4MP